# Ernest King
Ernest Joseph King (Lorain, 23 novembre 1878 – Kittery, 25 giugno 1956) è stato un ammiraglio statunitense della seconda guerra mondiale.

## Biografia
La sua carriera navale iniziò nel 1897 come cadetto all'Accademia navale di Annapolis, dove si diplomò nel 1901 con il grado di guardia marina. Venne assegnato a varie navi di superficie, tra le quali l'incrociatore USS San Francisco. Dal 1923 iniziò il servizio presso le unità di appoggio alle forze subacquee, ottenendo prima il comando della nave deposito USS Bridge, e poi come commodoro di una divisione di sottomarini.
Nel 1926 gli venne offerta la possibilità di trasferirsi nella nascente aviazione navale come addetto all'ufficio dell'Aviazione di Marina, ed assunse il comando della USS Wright, una nave appoggio idrovolanti che comandò fino al 1929. Per ricoprire il comando King prese anche il brevetto di volo, in ossequio ad una legge che imponeva come per il comando di una nave appartenente al servizio aereo della marina bisognasse possedere il brevetto di aviatore. Nel 1930 King divenne comandante della portaerei USS Lexington e nel 1932 passò al Naval War College. Nel 1933 venne promosso contrammiraglio e assunse il comando dell'ufficio dell'Aviazione della Marina.
Nel 1939 entrò a far parte del Consiglio Superiore della Marina. Poco dopo fu messo a capo della Patrol Force Fleet.
Dopo la promozione ad ammiraglio agli inizi del 1941, King divenne il comandante supremo della Flotta dell'Atlantico (CINCLANT), posizione che cedette all'ammiraglio Ingersoll per divenire, il 20 dicembre, Capo dell'Armata Navale degli Stati Uniti o COMINCH (COMmander IN CHief - Comandante in capo della marina). Nel febbraio 1942 si convinse che il dilagare giapponese poteva essere fermato solo nelle Salomone, iniziando a stendere piani in proposito.
Il 12 marzo del 1942 il presidente Roosevelt lo nominò Capo delle Operazioni navali (Chief of Naval Operations, CNO) sotto il Segretario della Marina Frank Knox: assunse così la carica di Capo di Stato Maggiore della Marina, coadiuvato da comandanti quali Willis Lee, Richmond Turner, Russel Wilson. Poco dopo creò una speciale sezione nella marina americana per combattere i sommergibili tedeschi.
Fu tra coloro che scelsero l'isola di Guadalcanal come teatro della prima offensiva anfibia condotta dagli Stati Uniti. Nonostante la situazione nel Pacifico non fosse ancora del tutto sotto controllo, egli era certo che il fronte europeo era di gran lunga il più importante e decisivo, sostenendo ciò anche con il Presidente, che così si attenne al principio del Germany First, ovvero l'impegno preso con Churchill di battere prima il Terzo Reich e poi l'Impero giapponese.
Dopo gli sbarchi effettuati in Algeria e Marocco e cacciate le forze dell'Asse da tutto il litorale settentrionale dell'Africa, King suggerì che si sbarcasse in Sicilia per aprire un secondo fronte alle spalle dei tedeschi e rendere sicuri i traffici alleati nel Mediterraneo.
Nel gennaio 1943 partecipò alla conferenza di Casablanca, incontro fra Winston Churchill, Franklin Delano Roosevelt e Charles de Gaulle.
Nel Pacifico, fermata l'espansione nipponica, varò un enorme piano di sbarchi consecutivi da realizzarsi attraverso gli arcipelaghi atollini delle Gilbert, Marshall, Caroline e Marianne, contribuendo ad accorciare la durata della guerra nel Pacifico.
Assistette il Presidente Franklin Delano Roosevelt alla conferenza dei Tre Grandi a Teheran alla fine del 1943.
Nel dicembre del 1944 ottenne il prestigioso grado di Ammiraglio di Flotta, contraddistinto da 5 stelle e assegnato solo in tempo di guerra. Finita la seconda guerra mondiale, King si ritirò dal servizio militare nel dicembre 1945.
Morì il 25 giugno 1956.